# Servando Gómez

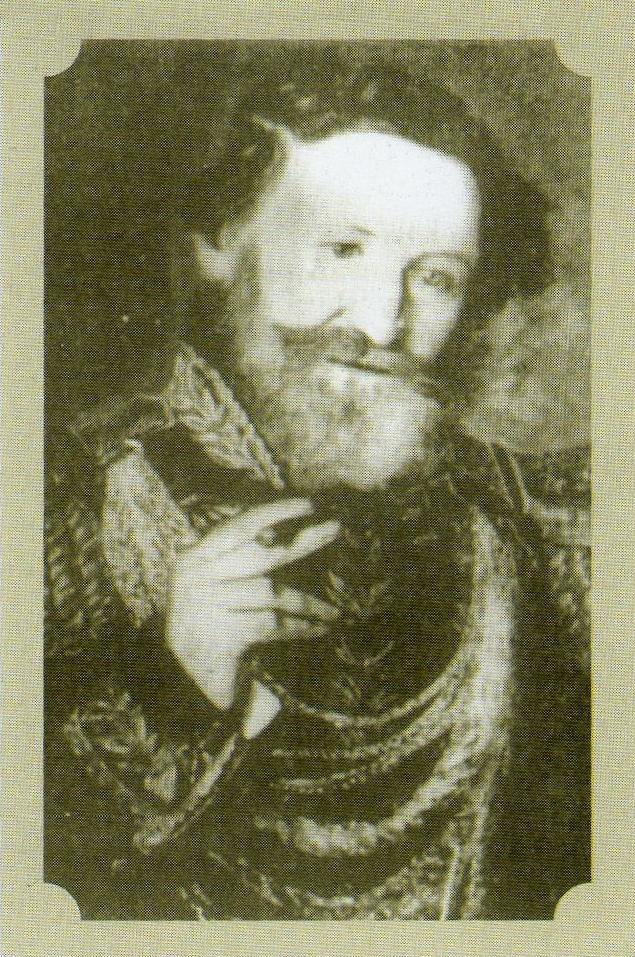
Servando Gómez

Servando Gómez (? - Gualeguaychú, 30 de maio de 1865) foi um militar que lutou nas guerras de independência do Uruguai.
Ainda jovem defendeu Artigas, na Guerra contra Artigas, depois na Guerra Cisplatina, defendeu Oribe na Guerra Grande e na Guerra contra Oribe e Rosas e combateu o barão do Jacuí nas Califórnias de Chico Pedro. Com a queda de Oribe, se exilou em Gualeguaychú.